# その時歴史が動いたの放送一覧
その時歴史が動いたの放送一覧（そのときれきしがうごいたのほうそういちらん）では、NHKの番組『その時歴史が動いた』で放送された内容のタイトルについて説明する。
この一覧ではアンコール放送分は除いている。

## 放送タイトル
放送時間は2006年3月8日放送分までが水曜日21時15分〜21時58分、2006年4月5日放送分からが水曜日22時〜22時43分。

### 2000年
- 3月29日　運命の一瞬、東郷ターン 〜日本海海戦の真実〜
- 4月5日　世紀の対決 沢村VSベーブ・ルース 〜日本プロ野球誕生の時〜
- 4月12日　天下分け目の天王山 〜秀吉・必勝の人心掌握術〜
- 4月19日　幕末のプリンセス・日本を救う 〜皇女和宮の悲願〜
- 4月26日　新選組参上!池田屋事件に賭けた若者たち
- 5月10日　その日 6人がいた 〜鉄砲伝来・偶然のドラマ〜
- 5月17日　織田信長・勝利の方程式 〜真説・長篠合戦〜
- 5月24日　ダルマ大臣・高橋是清経済危機と格闘す
- 5月31日　敵は本能寺にあり 〜光秀はなぜ主君・信長を裏切ったのか〜
- 6月7日　坂本龍馬 幕末の日本を動かす 〜薩長同盟成立の時〜
- 6月14日　我輩は小説家である 〜夏目漱石・東大辞表提出の時〜
- 6月21日　蘇我入鹿（そがのいるか）暗殺事件 〜実録・大化改新のクーデター〜
- 6月28日　戦火の中でアニメが生まれた〜“桃太郎　海の神兵”公開の時　〜
- 7月5日　大坂の陣、豊臣家滅亡す 〜徳川家康・非情の天下取り〜
- 7月12日　西郷隆盛、明治に挑む 〜西南戦争勃発の時〜
- 7月19日　奇兵隊決起せよ!高杉晋作挙兵の時
- 7月26日　黒船来航 日米交渉ここに始まる
- 8月2日　ミッドウェー海戦の悲劇〜日本空母部隊壊滅の時〜
- 8月9日　予ノ判断ハ外レタリ 〜ソ連対日参戦の衝撃〜
- 8月23日　キリシタン禁制 〜秀吉・ヨーロッパと対決す〜
- 8月30日　関東大震災 〜知られざる日米友好〜
- 9月6日　前畑ガンバレ!! 〜ベルリンオリンピックの光と影〜
- 10月4日　関ヶ原合戦 家康 なぞの大突撃 〜ヨーロッパ製甲冑の威力〜
- 10月11日　弟・義経を討て 〜源頼朝・武家政権確立への決断〜
- 10月18日　津田梅子・女子英学塾設立の時 〜女性の真の自立をめざして〜
- 10月25日　1929年NY株価大暴落 〜なぜパニックは起きたのか〜
- 11月1日　伊能忠敬 56歳からの挑戦〜日本地図誕生の時〜
- 11月8日　桶狭間の戦い 〜織田信長、逆転への情報戦略〜
- 11月15日　坂本龍馬暗殺事件 〜魔の一瞬が歴史を変えた〜
- 11月22日　「学校」誕生 〜初代文部大臣・森有礼の挑戦〜
- 11月29日　将軍慶喜・最後の決断 〜幕末を動かした大坂城脱出〜
- 12月6日　二十世紀十大事件 〜歴史を動かした決定的瞬間〜
- 12月13日　脱盟者たちの忠臣蔵 〜忠義か人情か　人生の選択の時〜
- 12月20日　サムライ・福沢諭吉 アメリカに立つ! 〜咸臨丸サンフランシスコ入港の時〜

### 2001年
- 1月10日　男たちよ、立て! 〜北条政子 演説の時〜
- 1月17日　大衆の夢を形に 〜起業家・小林一三の挑戦〜
- 1月24日　検証・桜田門外の変 〜井伊直弼暗殺・幕末大転換の時〜
- 2月7日　6000人の命を救った外交官 〜杉原千畝 ビザ大量発給決断の時〜
- 2月14日・21日　シリーズ二・二六事件（前・後編2週連続）
  - 前編「謎の「大臣告示」」
  - 後編「東京陸軍軍法会議 〜もう一つの二・二六事件〜」
- 2月28日　秀吉の妻・おね 関ヶ原を動かす〜西軍戦勝祈願の時〜
- 3月7日　ロシア皇太子襲撃事件 〜近代日本をつくった裁判〜
- 3月14日・21日　もしもその時（前・後編2週連続）
  - 前編「古代・中世編」
  - 後編「戦国・幕末編」
- 3月28日　妻たちは決断した
- 4月4日　世界を制したハリウッド映画 〜風と共に去りぬ公開の時〜
- 4月11日　秀吉・家康 たった一度の直接対決 〜天下取りの知恵くらべ〜
- 4月18日　春日局 徳川家康を動かす 〜戦国女性・太平の世への願い〜
- 4月25日　日本を救ったサツマイモ 〜青木昆陽・飢きん救済に挑む〜
- 5月2日　戦艦大和沈没 〜大艦巨砲主義の悲劇〜
- 5月9日　昭和天皇とマッカーサー・会見の時〜日本を動かした1枚の写真〜
- 5月16日　「あうん」の呼吸はこうして生まれた 〜東大寺 金剛力士像完成の時〜
- 5月23日　天心の恋 〜東洋の美を追い続けた男〜
- 5月30日　徳川吉宗、執念の財政再建 〜米将軍・最後の決断〜
- 6月6日　土方歳三・北の大地に散る 〜戊辰戦争、最後の激戦〜
- 6月13日　伊達政宗、百万石への挑戦
- 6月20日　邪馬台国の女王・卑弥呼 〜動乱の中国に使者を出す〜
- 6月27日　そして「日本」が生まれた 〜白村江・古代最大の対外戦争〜
- 7月4日　金融恐慌、日本を揺るがす 〜巨大商社・鈴木商店の挫折〜
- 7月11日　北条時宗、起死回生の決断 〜モンゴル軍壊滅の時〜
- 7月18日　モンゴル軍来襲・先がけの功 我にあり 〜九州武士・竹崎季長の戦い〜
- 7月25日・8月1日　ポツダム宣言・米ソの攻防（前・後編2週連続）
  - 前編「原爆投下　トルーマンの決断」
  - 後編「ソ連対日参戦 　スターリンの焦燥」
- 8月22日　夏休みスペシャル・三国志英雄伝（前・後編一挙放送）
  - 前編「奇跡の風、長江に吹く 〜孔明の知略、天下三分の計〜」
  - 後編「死せる孔明・中国を動かす 〜千年の時を越える教え〜」
- 8月29日　そして、人は空を飛んだ 〜ライト兄弟に先がけた男・二宮忠八の挑戦〜
- 9月5日　上杉鷹山 ふたたびの財政改革
- 9月19日　キリシタン女性 関ヶ原合戦を揺るがす 〜細川ガラシャの悲劇〜
- 9月26日　ぼく一生の不覚 〜三国同盟締結・松岡洋右の誤算〜
- 10月3日　走れ!AA型 〜国産自動車誕生物語〜
- 10月10日　不平等条約を改正せよ 〜外務大臣陸奥宗光の決断〜
- 10月17日　日本を愛したアインシュタイン・その悲劇〜核兵器廃絶への願い〜
- 10月24日　人生に絶望なし 〜ヘレン・ケラー、日本へのメッセージ〜
- 10月31日　羽柴秀吉、謎の敵前退却 〜賤ヶ岳合戦・勝利の秘策〜
- 11月7日　戦国の茶人 秀吉と戦う 〜千利休切腹の悲劇〜
- 11月14日　前田利家の妻・まつの決断 〜加賀百万石・息子への教え〜
- 11月21日　満州事変 関東軍独走す
- 12月5日　この難を逃げ候こと 本懐にあらず 〜改革者・大久保利通暗殺の悲劇〜
- 12月12日　汽笛一声・日本の産声 〜鉄道開通に賭けた若者たち〜

### 2002年
- 1月9日　スペシャル『日本を動かした15人』（前・後編一挙放送）
- 1月16日　ラストエンペラー最後の日 〜「満州国」と皇帝・溥儀〜
- 1月23日　役人の不正許すまじ 〜大塩平八郎決起の時〜
- 1月30日　志のある者 立ち上がれ 〜獄中の出会いが生んだ吉田松陰の思想〜
- 2月6日　王宮の恋・サラエボに散る 〜世界大戦を招いた暗殺事件〜
- 2月13日　日本の夢、ベルサイユに散る 〜パリ講和会議・人種差別 廃止提案の挫折〜
- 2月20日　田中正造、足尾鉱毒事件に挑む 〜環境保護運動　ここに始まる〜
- 2月27日　信長 執念の天下統一 〜大坂本願寺との十年戦争〜
- 3月6日　関ヶ原を揺るがした女性たち 〜決戦の裏に秘められたドラマ〜
- 3月13日　外交の要は誠実にあり 〜国際社会と闘った男たち〜
- 4月3日　賽は投げられた 〜英雄カエサル・ローマを変えた運命の決断〜
- 4月10日　徳川家康 三方原の大ばくち 〜敗れて学ぶ 覇者の哲学〜
- 4月17日　鎧をまとった母・淀殿の悲劇 〜裏切られた平和への願い〜
- 4月24日　新選組・鳥羽伏見に散る 〜旧幕府軍大敗北の真相〜
- 5月8日・15日　ヒトラーとその時代（前・後編2週連続）
  - 前編「独裁者への道」
  - 後編「幻の反ヒトラー・クーデター」
- 5月22日　天神・菅原道真 政治改革にたおれる
- 5月29日　肉を切らせて骨を断つ 〜織田信長・捨て身の復讐戦〜
- 7月3日　平民宰相 原敬暗殺 〜くじかれた改革の夢〜
- 7月10日　フランス革命 自由よ汝の名のもとに 〜マリ・アントワネットの悲劇〜
- 7月17日　ナポレオン、皇帝への野望 〜戴冠式の一瞬に秘められた謎〜
- 7月24日　本能寺の変 〜信長暗殺!闇に消えた真犯人〜
- 7月31日　ガダルカナル島撤退 〜苦渋の決断〜
- 8月21日　特別編「戦い・その決定的瞬間」（前・後編一挙放送）
  - 前編「勝利の時・男たちは決断した」
  - 後編「戦乱・その時 妻は、母は」
- 8月28日　さらば淀殿 お初の決断 〜運命に立ち向かった戦国三姉妹〜
- 9月4日　日本人、南極の大地に立つ〜白瀬探検隊・ゼロからの挑戦〜
- 9月11日　昭和を揺るがした銃弾 〜ライオン宰相・浜口雄幸狙撃の時〜
- 9月18日　ヒトラー情報 日本を揺るがす 〜「真珠湾」へのもう一つの道〜
- 9月25日　ヒトラー最後の日 〜新資料が明かす独裁者の末路〜
- 10月2日　与謝野晶子『今ぞ目覚めて』 〜情熱の歌人、女性の自立を宣言〜
- 10月9日　幕末、京都炎上 〜長州・久坂玄瑞、志に散る〜
- 10月16日　必勝の方程式、江戸を制す 〜大村益次郎、彰義隊撃破の時〜
- 10月23日　関ヶ原の戦い、決死の敵中突破 〜戦国の猛将 島津義弘、決断の時〜
- 10月30日　人類のために生き、人類のために死す 〜未公開書簡が明かす野口英世の真実〜
- 11月6日　豊臣秀吉天下統一の必勝戦略 〜小田原攻めに秘策あり〜
- 11月13日　激突 武田信玄と上杉謙信 〜川中島の戦い、両雄決戦の時〜
- 11月20日　改革に散った最後の幕臣 小栗上野介 〜一本のねじから日本の近代は始まった〜
- 12月4日　銀行は人びとのために 〜金融危機を救った渋沢栄一の決断〜
- 12月11日　忠臣蔵、父と子の決断 〜赤穂浪士討ち入りの時〜
- 12月18日　ベートーヴェン 第九誕生! 〜民衆に自由を呼びかけた交響曲〜

### 2003年
- 1月8日　新春スペシャル「ニッポン開国」（前・後編一挙放送）
  - 前編「なぜアメリカだったのか? 〜ペリーの知られざる外交戦略〜」
  - 後編「通商か?亡国か? 〜日本全権、決死の通商条約締結〜」
- 1月15日　小次郎 敗れたり 〜決闘巌流島・宮本武蔵の執念〜
- 1月22日　兵法の道は人の道 宮本武蔵 〜『五輪書』完成への苦闘〜
- 1月29日　外交立国の志、いまだ死なず 〜榎本武揚、箱館戦争終結の決断〜
- 2月12日　乱世を制するリーダーの条件 〜湊川の戦い 足利尊氏、苦悩の決断〜
- 2月19日　夢は征夷大将軍 〜徳川家康・逆転の戦略〜
- 2月26日　緊迫の二十四時間 〜新資料が明かす二・二六事件の内幕〜
- 3月5日　 独裁者ヒトラー 〜破滅への軌跡〜
- 3月12日　幕末立志伝 今こそ変革の時 〜吉田松陰・久坂玄瑞・高杉晋作の挑戦〜
- 4月2日　 家康・天下を制した184通の書状 〜関ヶ原の合戦・知られざる情報工作〜
- 4月9日　真田幸村 どん底からの挑戦 〜家康を追いつめた伝説の名将〜
- 4月16日　ロシア女帝が涙した帰国願い 〜日露交渉の扉を開いた大黒屋光太夫〜
- 4月23日　改革者か、悪徳老中か? 〜田沼意次、江戸の経済改革に挑む〜
- 5月7日　幕末ニッポン・幻の遷都計画 〜江戸か大坂か?大久保利通の大改革〜
- 5月14日　チャップリンを襲撃せよ 〜五・一五事件　首相暗殺の裏に秘められたドラマ〜
- 5月21日　我が言は、万人の声 〜太平洋戦争前夜、日本を揺るがした国会演説〜
- 5月29日　日出づる処の天子より 〜聖徳太子、理想国家建設の夢〜
- 6月4日　信長と家康、そして同盟は幻と消えた? 〜長篠の戦い、戦国を変えた両雄の決断〜
- 6月11日　源義経、大水軍を奪いとれ! 〜壇の浦の戦い、奇跡の逆転劇〜
- 6月18日　新選組誕生 〜幕末に青春をかけた男たち〜
- 6月25日　新選組の夢、関東に散る 〜江戸城明け渡しの裏で何がおきていたのか〜
- 7月2日　盧溝橋事件 運命の4日間 〜中国派兵への重大決意〜
- 7月9日　高杉晋作、50倍の敵を制する必勝戦略 〜幕末長州・奇跡の逆転劇〜
- 7月16日　海を越えた愛、日本を守る 〜新史料、シーボルト開国秘話〜
- 7月23日　占領日本・運命を決した直談判 〜吉田茂とマッカーサー〜
- 7月30日　スパイ・ゾルゲ 最後の暗号電報 〜新資料が明かす国際スパイ事件〜
- 8月20日　夏休みスペシャル・そして日本はよみがえった 〜混迷を打ち破ったヒーローたち〜（前・後編一挙放送）
  - 前編「混沌の時代を切り開いた男たち」
  - 後編「近代の日本を作った男たち」
- 8月27日　板垣死すとも、自由は死せず 〜日本に国会を誕生させた不朽の名言〜
- 9月3日　クレオパトラ 世界帝国の夢 〜知られざる愛と誇りの決断〜
- 9月10日　ジャンヌ・ダルク 戦いはわが愛の証 〜裁判記録が明かす聖女の真実〜
- 9月17日　日野富子 愛と憎しみの和平工作 〜応仁の乱を終結させた将軍の妻〜
- 10月1日　秀吉に天下を取らせた男 〜黒田官兵衛 戦国最強のナンバー2〜
- 10月8日・15日「始皇帝」（前・後編2週連続）
  - 前編「希代のカリスマ・中国に立つ 〜秦王朝 天下統一のとき〜」
  - 後編「崩壊は絶頂の中から始まった 〜秦王朝 滅亡のとき〜」
- 10月22日　正岡子規 余命十年で日本語を革新した男
- 10月29日　白虎隊 自刃への三十六時間 〜生存隊士の手記が語る悲劇の真相〜
- 11月5日・12日　古代中国・項羽と劉邦（前・後編2週連続）
  - 前編「天下を分けた運命の宴 鴻門の会」
  - 後編「勝利への60万人の大合唱 四面楚歌」
- 11月19日　勝海舟 江戸城無血開城はなぜ実現したか
- 11月26日　ガンジー 暴力の連鎖を断ち切れ!
- 12月4日　日米開戦を回避せよ 〜新史料が明かす最後の和平交渉〜
- 12月11日　忠臣蔵 お裁き始末記 〜忠義か、犯罪か?幕府がゆらいだ50日〜

### 2004年
- 1月7日　新春スペシャル・「新選組」 〜最後のサムライたち〜（前・後編一挙放送）
  - 前編「立志編 剣に生きる」
  - 後編「死闘編 武士道に死す」
- 1月14日　秘められた革命工作 〜孫文を支えた日本人〜
- 1月21日　平清盛 早すぎた革新 〜平氏政権誕生のとき〜
- 1月28日　明治天皇 あんパンを食す 〜リストラ武士 木村安兵衛の挑戦〜
- 2月4日　そして近代ニッポン人が誕生した 〜明治の文豪たちの生き方革命〜
- 2月11日　日露開戦 男たちの決断 〜明治日本 存亡をかけた戦略〜
- 2月25日　外様大名はこうして生き残った! 〜家康に勝利した逆転の戦略〜
- 3月3日　大久保利通・新生日本を救う 〜回避された「幻の日清戦争」〜
- 3月31日　さとうきび畑の村の戦争 〜新史料が明かす沖縄戦の悲劇〜
- 4月7日　新発見!大坂城は超ハイテク要塞だった 〜秀吉VS家康「堀」をめぐる攻防の真相〜
- 4月14日　日本の運命を背負った少年たち 〜天正遣欧使節・ローマ教皇謁見の時〜
- 4月21日　信長暗殺を命じた男 〜新説・本能寺の変 浮上した黒幕〜
- 4月28日　女優誕生 〜マダム貞奴、「オセロ」初演の時〜
- 5月5日　子供の心に歌を 〜大正・童謡誕生物語〜
- 5月12日　日本サッカー・ベルリンオリンピックの奇跡 〜世界を驚かせた逆転勝利〜
- 5月19日・26日　モンゴル帝国（前・後編2週連続）
  - 前編「草原の覇者チンギス・カン 〜ユーラシア統一への道〜」
  - 後編「マルコ・ポーロは見た巨大国家の盛衰 〜「東方見聞録」誕生のとき〜」
- 6月2日　家康、人生最大の危機の3日間 〜大脱出!伊賀越えの先に天下が見えた〜
- 6月9日・16日　日露戦争100年（前・後編2週連続）
  - 前編「二〇三高地の悲劇はなぜ起きたのか 〜新史料が明かす激戦の真相〜」
  - 後編「逆転の極秘電報154号 〜知られざるポーツマス講和会議の真相〜」
- 6月23日　大江戸発至急便 黒船あらわる 〜幕末日本の情報ネットワーク〜
- 6月30日　もう一つの日本を創った男 〜平将門 東国独立政権の謎〜
- 7月7日　「関白」対「源氏長者」 〜家康・秀吉 「姓」をめぐる知られざる攻防〜
- 7月14日　ドキュメント池田屋事件 〜近藤 勇・突入決断の真相〜
- 7月21日　世界遺産 熊野の森を守れ 〜南方熊楠・日本初の自然保護運動〜
- 7月28日　日米開戦を回避せよ 〜新史料が明かす 最後の和平交渉〜
- 8月18日　奇跡の銀メダル 人見絹枝 〜日本女子初メダル獲得の時〜
- 9月1日　武田信玄 地を拓き水を治める 〜戦国時代制覇への夢〜
- 9月8日　信長と道三 〜改革者を生んだ非情の絆〜
- 9月15日　悲劇の英雄 〜“アラビアのロレンス”の真実〜
- 9月22日　焼け跡にゾウがやってきた 〜海を越えた日本の子どもたちの夢〜
- 10月6日　グッドバイ ちょんまげ 〜明治日本 文明開化騒動記〜
- 10月13日　列国の野望 シベリアを走る 〜ロシア革命・ソビエト成立までの混迷の5年〜
- 10月27日　実録・ええじゃないか 〜幕末ニッポンを動かした民衆パワー〜
- 11月3日　義経はなぜ死んだのか 〜源頼朝と奥州藤原氏の攻防〜
- 11月10日　秘録・幻の明治新政府 〜維新を変えた激動の27日間〜
- 11月17日　サムライ魂でデパートを創れ! 〜近代百貨店誕生物語〜
- 11月24日　ニッポンに学べ!タイの“明治維新” 〜「王様と私」・ラーマ五世の苦闘〜
- 12月8日　ミステリー大化改新 〜蘇我入鹿暗殺の実像〜
- 12月15日　それからの新選組 〜土方歳三、箱館に死す〜

### 2005年
- 1月5日　歌舞伎スタア誕生 二代目 市川團十郎の挑戦
- 1月12日　百世の安堵をはかれ 安政大地震・奇跡の復興劇
- 1月26日　日露戦争100年 日本海海戦 〜参謀 秋山真之・知られざる苦闘〜
- 2月2日　龍馬が愛した女 〜幕末、愛と別れの物語〜
- 2月9日　プロ野球を変えたホームラン 天覧試合 オーナーたちの戦い
- 2月16日　日米攻防90日 国際軍縮を実現せよ! ワシントン会議・全権 加藤友三郎の挑戦
- 2月23日　我が運命は民と共に 悲劇の英雄 楠木正成の実像
- 3月2日　実朝暗殺 〜歌人将軍は、なぜ殺されたか?〜
- 3月9日・16日　シリーズ三国志英雄伝（前・後編2週連続）
  - 前編「奇跡の風・長江に吹く 〜孔明の知略・天下三分の計〜」
  - 後編「死せる孔明・中国を動かす 〜千年の時を越える教え〜」
- 3月30日　恋・人生・そして小説 〜樋口一葉 女性作家誕生の時〜
- 4月6日　大帝国の野望、博多に散る 〜大陸から見た蒙古襲来〜
- 4月13日　武田家滅亡の謎 〜戦国最強軍団はなぜ滅びたのか〜
- 4月20日・27日　源義経 栄光と悲劇の旅路（前・後編2週連続）
  - 前編「第1回 西へ 戦いの彼方に」
  - 後編「第2回 北へ 流浪の果てに」
- 5月11日　にっぽん郵便創業物語 〜前島密の挑戦〜
- 5月18日　戦国をひらいた男 〜北条早雲 56才からの挑戦〜
- 5月25日　傷ついた戦場の兵士を救え 〜佐野常民 日本初の国際人道支援〜
- 6月1日　民を救った義士たちの物語 〜宝暦の治水・薩摩藩士の苦闘〜
- 6月8日　エンタツ・アチャコの漫才革命 〜あんじょうわろうてや!〜
- 6月15日　幕末・運命の愛 〜時代を創った男と女の物語〜
- 6月22日　さらばサムライ 〜西郷隆盛 徴兵制の決断〜
- 6月29日　さらばサムライ 〜西南戦争・田原坂の真実〜
- 7月6日　プロ野球を作った男たち 〜昭和10年 アメリカ遠征記〜
- 7月13日　実録・大岡越前 〜火事と闘った知られざる素顔〜
- 7月20日　信長の巨大鉄船、戦国の海を制す 〜織田水軍 VS 村上水軍、決戦大坂湾〜
- 7月27日・8月3日　シリーズ終戦60年（前・後編2週連続）
  - 前編「戦艦大和の悲劇 〜大艦巨砲主義、時代に敗れる〜」
  - 後編「ソ連参戦の衝撃 〜満蒙開拓民はなぜ取り残された〜」
- 8月24日　日露衝突を回避せよ 〜高田屋嘉兵衛 決死の交渉劇〜
- 8月31日　家康が最も恐れた男 〜敗者 石田三成の関ヶ原〜
- 9月14日　二宮金次郎 天保の大飢饉を救う
- 9月21日　戦国 出世の方程式 藤堂高虎 大坂夏の陣の大勝負
- 10月12日　幕末・土佐勤皇党 不滅の志 〜若者たちは変革に命を賭けた〜
- 10月19日　誰がための仏教か 〜鑑真和上の宗教改革〜
- 11月9日　鎖国の扉を開け 〜ジョン万次郎 漂流民の挑戦〜
- 11月16日　秘められたメディア戦略 〜児玉源太郎 日露戦争のシナリオ〜
- 11月30日・12月7日　シリーズ真珠湾への道（前・後編2週連続）
  - 前編「山本五十六 苦渋の作戦立案」
  - 後編「山本五十六 運命の作戦決行」
- 12月14日　歴史の選択　赤穂浪士 〜討ち入り組VS討ち入り不参加組〜

### 2006年
- 1月11日　人間ドラマ誕生 〜近松門左衛門 曽根崎心中〜
- 1月18日　古代の文明開化 〜1号寺院・飛鳥寺建立の戦略〜
- 2月1日　新聞誕生 〜幕末・ジョセフ彦の挑戦〜
- 2月8日　壬申の乱 〜天武天皇誕生の秘密〜
- 2月15日　戦国の花嫁 〜山内一豊の妻・千代〜
- 2月22日　伝染病から日本を守れ 〜細菌学者 北里柴三郎の闘い〜
- 3月1日　さらば殿様 〜廃藩置県 激動の内幕〜
- 3月8日　ゼロ戦・設計者が見た悲劇 〜マリアナ沖海戦への道〜
- 4月5日　マッカーサーを叱った男 〜白洲次郎・戦後復興への挑戦〜
- 4月12日　大奥 悲しみの果てに 〜徳川家宣正室　天英院 煕子の生涯〜
- 4月19日　それでも地球は動いた 〜ガリレオ・ガリレイの栄光と挫折〜
- 4月26日　歴史の選択　本能寺の変 織田信長 VS 明智光秀 〜激突!改革か安定か〜
- 5月17日　響け 希望の歌声 〜戦後初の流行歌「リンゴの唄」〜
- 5月24日　帝と民の巨大プロジェクト 〜東大寺大仏 聖武天皇の挑戦〜
- 5月31日　これは正義の戦いか 〜ジャーナリストたちのベトナム戦争〜
- 6月21日　幻の大艦隊 〜イギリスから見た薩英戦争〜
- 7月5日　勝負師は志高く 〜碁聖・本因坊秀策の無敗伝説〜
- 7月12日　生まれ来る命 そして母のために 〜荻野久作の受胎期の発見〜
- 7月26日　歴史の選択　川中島の戦い 引き分けの謎
- 8月2日　焼け跡から生まれたチャンピオン 〜ボクシング 白井義男とカーン〜
- 8月23日　幻のハワイ日本連合 〜カラカウア王・祖国防衛に賭けた生涯〜
- 8月30日・9月6日　シリーズ日本独立 その光と影（前・後編2週連続）
  - 前編「吉田茂とサンフランシスコ講和条約 前編」
  - 後編「吉田茂とサンフランシスコ講和条約 後編」
- 9月13日・20日　シリーズ秀吉の家族（前・後編2週連続）
  - 前編「もう一人の秀吉 〜豊臣秀長 太閤記を演出した弟〜」
  - 後編「戦国の母 関ヶ原を決す 〜おね・豊臣政権生き残りへの道〜」
- 10月4日　戦火をこえた青春の白球 〜学徒出陣前 最後の早慶戦〜
- 10月11日　神は我を救い給（たま）うか 〜キリシタン 細川ガラシャの生涯〜
- 10月18日　格差への怒り 政府を倒す 〜大正デモクラシーを生んだ米騒動〜
- 11月1日　歴史の選択　坂本龍馬暗殺 黒幕は誰か?
- 11月8日　日本を発見した日本人 〜柳田国男・「遠野物語」誕生〜
- 11月22日　我が手に郷土を 〜真田昌幸・信州上田の市民戦争〜
- 11月29日　ひらがな革命 〜国風文化を生んだ古今和歌集〜
- 12月20日　母の灯火（ともしび） 小さき者を照らして 〜石井筆子・知的障害児教育の道〜

### 2007年
- 1月10日　戦国の剣豪、太平を築く 〜柳生宗矩・「活人剣（かつにんけん）」の真実〜
- 1月24日　それでも民は祈り続けた 〜島原の乱・キリシタンの悲劇〜
- 1月31日　東京オリンピックへの道 〜平和の聖火 アジア横断リレー〜
- 2月7日　完成・戦国最強軍団 〜武田信玄・苦悩の生涯〜
- 2月14日　中国と国交を回復せよ 〜足利義満の日明外交〜
- 2月21日　鉄は国家なり 〜技術立国 日本のあけぼの〜
- 2月28日　天下は我が掌中にあり 〜黒田如水・もうひとつの関ヶ原〜
- 3月7日　苦しむ患者を救いたい 〜イタイイタイ病裁判・弁護士たちの闘い〜
- 3月14日　歴史の選択　邪馬台国はどこか 〜近畿説VS九州説〜
- 3月28日　その時歴史が動いたスペシャル もう一度聞きたい あの人の言葉（22:59まで拡大）
- 4月4日　謙信恐るべし
- 4月11日　所得倍増の夢を追え 〜高度経済成長の軌跡〜
- 4月18日　海の関ヶ原 〜村上武吉・水軍に賭けた夢〜
- 4月25日　大奥 華（はな）にも意地あり 〜江戸城無血開城・天璋院篤姫〜
- 5月2日　憲法施行60年 特集　憲法九条 平和への闘争 〜1950年代 改憲・護憲論〜（22:30〜23:29）
- 5月9日　源頼朝 魔法の大逆転 〜富士川の戦い〜
- 5月16日　日本ミステリー誕生 〜江戸川乱歩・大衆文化との格闘〜
- 5月23日　悲しき女帝 許されざる恋 〜道鏡事件の真相〜
- 6月6日　メキシコ五輪奇跡の銅メダル  〜日本サッカー・勝つための組織作り〜
- 6月13日　ニッポン外交力誕生 〜伊藤博文・神戸事件解決〜
- 6月20日　乱世に祈りを 〜蓮如（れんにょ）・理想郷の建設〜
- 7月4日　冷戦の壁を破ろうとした男 〜石橋湛山・世界平和への願い〜
- 7月11日　天才信長をつくった男 〜今川義元 真説・桶狭間の戦い〜
- 8月1日　忘れられた島の闘い 〜沖縄返還への軌跡〜
- 9月5日　引き裂かれた村 〜日米戦の舞台・フィリピン〜
- 9月12日　外交の信念 時流に散る 〜宰相・廣田弘毅の闘い〜
- 9月19日　赤ちゃんを死なせない 〜乳児死亡率ゼロ・ある村の記録〜
- 9月26日　日中国交正常化
- 10月3日　特別企画 歴史ドキュメント01（ゼロワン）　グルメ誕生 〜北大路魯山人と器〜
- 10月10日　賤ヶ岳に散った夢 〜猛将・柴田勝家の悲劇〜
- 10月17日　義に死すとも不義に生きず 〜会津戦争 松平容保 悲運の決断〜
- 10月24日　銀を制する者は天下を制す 〜毛利一族の戦い〜
- 10月31日　奇兵隊 〜幕末に命を賭けた若き庶民たち〜
- 11月14日　国際連合加盟 〜重光葵 日本から世界へのメッセージ〜
- 11月21日　継体天皇 ヤマトを救う
- 11月28日　緒方洪庵・天然痘との闘い
- 12月5日　戦後引き揚げ 660万人故郷への道
- 12月12日　天下に旗をあげよ 〜伊達政宗・ヨーロッパに賭けた夢〜
- 12月19日　対馬藩・決死の国書すり替え 〜朝鮮通信使秘話〜

### 2008年
- 1月23日　都会の地下に夢をもとめて 〜地下鉄の父・早川徳次〜
- 1月30日・2月6日　シリーズ江戸時代の危機（前・後編2週連続）
  - 前編「富士山大噴火 〜幕府・復興への闘い〜」
  - 後編「天明の飢饉（ききん）江戸を脅（おびや）かす 〜鬼平・長谷川平蔵の無宿人対策〜」
- 2月13日・20日　シリーズ秀吉の猛将（前・後編2週連続）
  - 前編「戦国の風雲児 法の世に散る 〜福島正則 広島改易事件〜」
  - 後編「豊臣家存続の秘策 〜加藤清正 二条城会見〜」
- 2月27日　軍服を脱いだジャーナリスト 〜水野広徳が残したメッセージ〜
- 3月5日　北越の蒼龍“明治”に屈せず 〜河井継之助 地方自立への闘い〜
- 3月12日　戦国北条 百年王国の夢
- 3月19日　平安王朝 華麗なる一族 〜藤原道長の実像〜
- 4月2日　徳川四天王に学べ! 〜組織のためにいかに生きるか〜
- 4月9日　音楽の市民革命 〜神童モーツァルトの苦悩〜
- 4月16日　人間は尊敬すべきものだ 〜全国水平社・差別との闘い〜
- 4月23日　「古事記」誕生 〜日本最古の史書の謎〜
- 4月30日　特別企画 歴史ドキュメント01（ゼロワン）　徳川家康 「江戸」建設に挑む
- 5月14日　日本人の心を守れ 〜岡倉天心・廃仏毀釈からの復興〜
- 5月21日　興亡 北の黄金王国 〜奥州藤原氏 vs 源氏〜
- 5月28日　養殖真珠 宝石界に革命を起こす 〜女性を輝かせた男・御木本幸吉〜
- 6月4日　人を衛（まも）る都市をめざして 〜後藤新平・帝都復興の時〜
- 6月11日　北方探検 異境の大地を踏破せよ 〜間宮林蔵・執念の旅路〜
- 6月18日　移民は共存共栄の事業なり 〜ブラジル移民100年〜
- 6月25日　戦国の「ゲルニカ」 〜大坂夏の陣、惨劇はなぜ起きたのか〜
- 7月9日　古池や蛙飛こむ水のおと 〜松尾芭蕉 人生を映した17文字〜
- 7月16日　応仁の乱、天下を滅ぼす 〜終わりなき“戦いの連鎖”〜
- 7月23日　枠内特集 歴史秘話ヒストリア　幕末 殿様たちの恋・夢・涙
- 8月27日　模擬原爆パンプキン 〜秘められた原爆投下訓練〜
- 9月3日・10日　シリーズ日本降伏（前・後編2週連続）
  - 前編「焦土に玉音が響いた 〜8月15日・終戦決定までの道程〜」
  - 後編「帝国最大屈辱ノ日ナリ 〜9月2日・降伏文書調印〜」
- 9月17日　名君の改革に異議あり! 〜徳川宗春 華麗なる反乱〜
- 9月24日　奇跡の大逆転!神様、仏様、稲尾様 〜稲尾和久 奮闘の日々〜
- 10月1日　怒れる民よ、信長を討て! 〜浅井長政 逆襲の京都包囲作戦〜
- 10月8日　三国志クライマックス! 〜激動の英雄たち 3つの「その時」〜
- 10月15日　神々のうた 大地にふたたび 〜アイヌ少女・知里幸恵の闘い〜
- 10月29日　「源氏物語」誕生 〜なぜ紫式部は屈指の傑作を書けたのか〜
- 11月12日　I Have a Dream 〜キング牧師のアメリカ市民革命〜
- 11月19日　幕末最後の60日!新政府誕生への道 〜小松・大久保・西郷、奔走す〜
- 12月3日　戦国の十字軍 〜キリシタン大名・大友宗麟の「聖戦」〜
- 12月10日　一人、そしてまた一人 〜マザー・テレサ 平和に捧げた生涯〜
- 12月17日　平安京誕生 〜千年の都に秘められた苦闘〜

### 2009年
- 1月7日　戦国にかかげた“愛” 〜北の関ヶ原 直江兼続の決断〜
- 1月14日　岩倉使節団 世界一周の旅 〜明治日本・西洋と出会う〜
- 1月28日　わが会社に非あり 〜水俣病と向き合った医師の葛藤〜
- 2月4日　武者の世になりにける 〜保元・平治の乱 源義朝の戦い〜
- 2月18日　3000万の署名 大国を揺るがす 〜第五福竜丸が伝えた核の恐怖〜
- 2月25日　江戸の世に挑んだ男たち 〜伊能忠敬・間宮林蔵・ジョン万次郎〜
- 3月4日　経済危機、世界を揺るがす 〜1929年「暗黒の木曜日」はなぜ〜
- 3月11日　歴史とテレビ 〜時代を映した決定的瞬間〜
- 3月18日　最終回スペシャル（23時までの1時間拡大編）
  - この回は総集編としてこれまでにゲストとして出場した各界著名人へのインタビューを交えつつ、特に視聴者の関心が高い戦国時代、明治維新、昭和の3つの時代に特化しその時代の背景を改めて探りつつ、番組の収録の裏話を披露した。
  - 最後には松平アナウンサーが常に愛用していたアナログ式ストップウォッチをセットに残し、それをアップにエンディングとした。